# Postila slovenska
Postila slovenska, to je, kršanske evangelske predige, verhu vsaki Nedelski Evangelion, skuzi letu je knjiga pridig oz. postil za nedelje in nekatere praznike od prve adventne nedelje do velikega petka. Gre za prvi del Postil Joannesa Spangenberga. Prevedel jih je Sebastijan Krelj, prevod je izšel leta 1567. Pridige so interpretacije odlomkov iz Svetega pisma Nove zaveze. Sestavljene so po principu vprašanj in odgovorov. Vsaka pridiga se zaključi s kratkim povzetkom bistvenega ter besedico amen, ki pomeni "tako bodi".

## Vsebina
Predgovor Martina Luthra
Predgovor Sebastijana Krelja
Ad pium lectorem
Prva adventna nedelja
Druga adventna nedelja
Tretja adventna nedelja
Četrta adventna nedelja
Na dan rojstva Gospoda našega Jezusa Kristusa
Nedelja po božičnem dnevu
Na dan treh kraljev
Prva nedelja po treh kraljih
Druga nedelja po treh kraljih
Tretja nedelja po treh kraljih
Četrta nedelja po treh kraljih
Peta nedelja po treh kraljih
Nedelja septuagesima
Nedelja sexagesima
Nedelja quinquagesima
Prva nedelja v postu
Druga nedelja v postu
Tretja nedelja v postu
Četrta nedelja v postu
Peta nedelja v postu
Na cvetnico
Na veliki četrtek
Pasijon Kristusovega trpljenja na veliki petek
beseda avtorja
Register

## Predgovor Martina Luthra
Martin Luther želi, da bi postila prišla v roke pravim "krščenikom", kristjanom, da bi jim bila prijetna ter da bi se po njej razodela in razumela Božja skrivnost. In še, da bi se s tem nehalo pisati druge knjige, ki so polne "antikristusovega" strupa. Nekateri župniki in pridigarji menijo, da jim ni potrebno moliti, študirati in premišljevati Božje besede. Postile uporabljajo kot nekakšne formularje in pridigajo le za plačilo. Luthrova želja pa je, vse ljudi vpeljati v Biblijo, da bi bila vsem razumljiva, da bi spoznali pravega Boga in bi si le tako zagotovili večno življenje.
Pravi, da Biblije ne moreš nikoli preveč brati, dovolj dobro razumeti in jo učiti ter konec koncev tudi dovolj dobro živeti po njej. Kajti Hudi duh nikoli ne počiva. Zato je potrebno moliti in brati Sveto pismo, saj le če je delo dobro opravljeno, se pokaže tudi sad.
Svojo misel zaključi z molitvijo in prošnjo Jezusu Kristusu, naj pošlje Svetega Duha, da nas reši "antikristusove" zmote in ohrani v edinosti vere in ljubezni.

## Predgovor Sebastijana Krelja
Predgovor začne z nagovorom bralca, kateremu je tudi namenjena ta Postila. Zagotovo se bo našel kdo, pravi, ki bo to delo kritiziral. Kajti v naravi Hudiča je, da ne prenese nobenega Božjega ali Krščanskega dela. Spomni se tudi Dolenjcev, Istranov, Vipavcev in drugih, ki skoraj povsod govorijo lepše slovensko kot na Kranjskem in Koroškem, kjer je uporabljajo preveč nemških besed. Zagovarja svojo pravopisno reformo, s katero jo v pravopisnem in jezikovnem pogledu postavi v opozicijo Trubarjevemu pisanju. Spremembe so: ch piše namesto zh, c uporablja za c in ne za k ter ẛ namesto ẛẛ.
In tisti, ki so se navadili na Trubarjevo kranjščino, naj berejo to delo kot vse ostale. Spremembe črk bodo opazili, vendar naj jih to ne vznemirja.
Prosi vsakega dobrega kristjana, da bi mu bila Postila vsaj malo všeč. Bog ve, da nimajo avtorji nobenega prida, vse je le v božjo čast in slavo. Če pa je pri svojem delu kaj spregledal, naj dobri ljudje to popravijo. Njim se iskreno in z ljubeznijo zahvali.

## Struktura pridige
Vsako pridigo krasi velik naslov nedelje oziroma praznika, ki ga obravnava. Nato napove odlomek iz Svetega pisma, natančneje Evangelija in ga tudi citira. Sledi obravnava odlomka skozi vprašanja in odgovore. Z njimi razlaga moralni nauk, teološka vprašanja, spodbuja bralca k dobremu in pravičnemu življenju ter potrebne stvari za večno življenje v nebesih. Pridigo zaključi s kratkim povzetkom, prošnjo Bogu ali kratko molitvijo. Zaključku sledi amen.

## Pridiga na veliki četrtek - povzetek
Pridiga se začne z odlomkom iz prvega Pisma Korinčanom, enajsto poglavje, od 23. do 32. vrstice.
Za začetek avtor predpostavi tri najpomembnejše odlomke; to so, kdo je postavil zakrament zadnje večerje, kaj to je in kako ga človek pravilno praznuje, obhaja. Zakrament je postavil sam Božji sin, Jezus Kristus. To je zaveza, ki jo je sklenil z apostoli večer pred svojo smrtjo. Razloži tudi, zakaj ni dovolj prejeti le Kristusovega telesa, kot to učijo papisti. Saj nobeno živo telo ni brez krvi. Zato se zakramentov ne sme spreminjati, vendar se jih mora obhajati, kot so to počeli apostoli in Jezus Kristus. Pravilno se obhaja tako, da mora vsak v srcu misliti na milost in ljubezen Boga, ki je poslal svojega sina za odrešenje človeštva. Ob tem pa mora verovati, da bo deležen Kristusa in po njem odpuščanje ter večne dobrote. 
Torej, kdor pokoren in z vero pristopi h Kristusovi večerji in vredno prejme Kristusovo telo in kri, temu on sam podeli vso svojo dobroto in milost, odpuščanje grehov in večno življenje. Vredno ga prejme tisti, ki ima pravo vero v srcu in spozna, da je Kristus plačal za njegove grehe in ga zopet spravil z Bogom. Ne zaradi njegovega zasluženja, temveč zaradi globoke božje ljubezni in milosti in zaradi Jezusa Kristusa, ki je dal svoje telo v smrt za nas. In je svojo kri prelil za voljo naših grehov, da bi verniki dobili odpuščanje grehov, Svetega Duha in večno življenje. Amen.

## Zaključna beseda avtorja
Sebastijan Krelj zaključi Postila z dejstvom, da je to le prvi del, ker za nadaljevanje niso zbrali dovolj sredstev, da bi lahko izdali cela. Če bi želeli imeti še druga dva dela, naj bralci prosimo Boga ter pomagamo po svojih močeh. Do tedaj pa s pomočjo tega dela dajajmo hvalo Bogu.